# Мализ Рутвен
Мализ Рутвен (на английски: Malise Ruthven) е ирландски журналист, преподавател и писател на произведения в жанра документалистика по въпроси на религията, исляма и фундаментализма.

## Биография и творчество
Мализ Уолтър Мейтланд Нокс Хоре-Рутвен е роден на 14 май 1942 г. в Дъблин, Ирландия. Син е на британския писател Патрик Хоре-Рутвен, който умира като войник в Триполи през 1942 г., а дядо му Александър Хоре-Рутвен е бил генерал-губернатор на Австралия. Получава магистърска степен по английска филология от Кеймбриджкия университет. След дипломирането си работи като сценарист в BBC Arabic and World Service и като консултант по въпросите на Близкия изток. Получава докторска степен по социални и политически науки от Кеймбриджкия университет.
Като журналист е редовен сътрудник на „Ню Йорк Таймс“, където публикува статии и рецензии на теми като Ал Кайда, Ислям в Европа, въпроси без отговор при катастрофата в Локърби и репресиите срещу гейове в Иран. Участва в програмите на Би Би Си. Използва определението „ислямофашизъм“ още на 8 септември 1990 г. в „Индипендънт“. През 2004 г. лондонското списание „Prospect“ го класира сред 100-те най-големи обществени интелектуалци във Великобритания. Блогът му „Revolution by Latrine“ печели награда от „Overseas Press Club of America“ през април 2011 г.
Преподава ислямски изследвания, културна история и сравнителна религия в Университета в Абърдийн, Шотландия, Биркбекския колеж, Лондонския университет, Университета на Калифорния – Сан Диего, Колеж „Дартмут“ и Колорадо Колидж (Колорадо Спрингс, Колорадо, САЩ). Изнася множество лекции като експерт по Близкия изток.
Първата му книга „Изтезания: Голямата конспирация“ (Torture: The Grand Conspiracy) е издадена през 1978 г. Следват книгите му „Ислямът в света“, „Божественият супермаркет: пазаруване за Бога в Америка“, „Сатанинска афера: Салман Рушди и гневът на исляма“, „Ислямът“, „Ярост за Бога: Атаката на ислямистите срещу Америка“ и „Фундаментализмът: В търсене на смисъла“. Книгите му са преведени на различни езици, вкл. китайски, корейски, румънски, полски, италиански, немски и български.

## Произведения
- Torture: The Grand Conspiracy (1978)
- Cairo (1980)
- Islam in the World (1984, 1991, 2006)
- Traveller Through Time: A Photographic Journey with Freya Stark (1986) – с Фрея Старк
- The Divine Supermarket: Shopping for God in America (1989) – награда „Томас Кук“
- A Satanic Affair: Salman Rushdie and the Wrath of Islam (1989) – за Салман Ружди
- Islam: A Very Short Introduction (1997, 2000)
Ислямът, изд. „Захарий Стоянов“ (2003), прев. Доротея Валентинова
- A Fury for God: The Islamist Attack on America (2002)
- Fundamentalism: The Search for Meaning (2004)
Фундаментализмът : В търсене на смисъла, изд. „Захарий Стоянов“ (2006), прев. Христо Атанасов
- A Historical Atlas of the Islamic World (2004) – с Азим Нанджи, награда на САЩ